# Épernay-sous-Gevrey
Épernay-sous-Gevrey è un comune francese di 180 abitanti situato nel dipartimento della Côte-d'Or nella regione della Borgogna-Franca Contea.

## Società

### Evoluzione demografica
Abitanti censiti